# كوول (مجلة)
مجلة كوول هي مجلة مصرية شهرية تصدر باللغة الإنجليزية، تنشر عن دار نشر دينسنون بريميير الأمريكية، مكتبها: القاهرة 29 أ، طريق حلوان الزراعي المعادي. صدر العدد الأول من المجلة عام 1999م. قطع المجلة 21×29 سم.
توجه المجلة إلى الصغار من سن السابعة حتى السادسة عشر، وعلى الغلاف إشارة إلى أنها المجلة الأولى باللغة الإنجليزية إلى الأطفال. لا تحوي المجلة مقدمة. الشخصيتان الرئيستان في المجلة هما رامي وسارة وهي شخصيات كرتونية ترسمها ميريام عمارة وتكتبها كاتي جرجور وماريان سترود. يتضمن العدد قصصاً كرتونيةً تصل إلى 8 صفحات من بين 32 صفحة ملونة جميعها.
كما تتضمن المجلة صفحات للتسالي، تمولها شركة شل للبترول كما تعرض المجلة للقارئ واحداً من كتب الأطفال في كل عدد، وقصة مصورة إرشادية، والتسالي قريبة من كونها مسابقات وتضم أيضاً اللعب بالكلمات والكلمات المتقاطعة، كما أن هناك صفحات أخرى للمسابقات منها التلوين والأبواب الإعلانية.
لا تحوي المجلة ملاحق وليس لها شعار محدد، سعر المجلة 4 جنيهات مصرية، وعلى الغلاف إشارات عديدة عن مواد العدد ومسابقاته. تضع المجلة الإعلان كمادة رئيسة على الصفحات، وأغلب الإعلانات هي أغذية أو أحذية للأطفال وبعضها عن شركات الكمبيوتر أو إعلانات من خلال قصة كرتونية.

## الأبواب
يشترك في كتابة الأبواب كُتُّابٌ من مصر وأمريكا يعيشون في مصر. وتعكس أبواب المجلة الاهتمام بالصغار والشباب من حيث اهتمامات كل منهم مثل صفحة المطبخ وباب سينما كوول.
- الكمبيوتر
- كيف تصنع
- كوول للطبخ
- كوول للاختراع
- هو وهي يقولان
- أصوات كوول
- سينما كوول
- قراءات الصغار
- رسائل كوول
- ماذا هناك
- صفحات الألوان

## فريق العمل
- المحرر العام: كاتي جرجور وماريان ستروود.
- المدير الفني: مدحت فايز وطارق عسكر